# McDonald’s Championship
McDonald’s Championship (nazywany także McDonald’s Open) – profesjonalny, międzynarodowy turniej koszykarski z udziałem drużyn NBA oraz mistrzów klubowych z Europy, Australii o Ameryki Południowej. Po raz pierwszy rozegrany w 1987 roku. Do 1991 roku rozgrywany corocznie, następnie co dwa lata aż do 1999 roku, kiedy to został zlikwidowany. Przez pierwsze dwa lata istnienia turnieju występowały w nim reprezentacje narodowe Jugosławii oraz ZSRR.
W każdej z dziewięciu edycji McDonald’s Championship tytuł zdobywała drużyna z NBA. W kilku przypadkach zespoły z NBA wygrywały niewielka ilością punktów. Dla przykładu w półfinałach 1990 roku, New York Knicks włoski Scavolini Pesaro różnicą zaledwie trzech punktów (107–104), ustalając wynik na 30 sekund przed zakończeniem spotkania. W 1991 Los Angeles Lakers pokonali hiszpański Joventut Badalona zaledwie dwoma punktami (116–114).
W 1999 w turnieju wziął udział zespół klubowego mistrza Azji – Sagesse Club. Był to jedyny przypadek kiedy do rywalizacji przystąpił klub z Azji. 
Aktualnie tego typu rozgrywki klubowe są kontynuowane w ramach Pucharu Interkontynentalnego FIBA, który został wznowiony po wielu latach przerwy, jednak do tej pory (stan na 2016) nie występują w nim zespoły z NBA, choć zostało to zaplanowane.

## Format
W pierwszym turnieju uczestniczyły trzy zespoły, z których zwycięzca został wyłoniony w ramach formatu ligi. System pucharowy został wprowadzony do kolejnych zawodów, gdzie każdy zespół po odniesieniu zwycięstwa awansował do kolejnej rundy. Turniej rozgrywano na przepisach mieszanych zarówno  NBA, jak i FIBA.

## Uczestnicy Final Four turnieju
| Rok  |                    | Finał   | Finał                         | Finał                      |                                      | 3. i 4. miejsce | 3. i 4. miejsce |
| Rok  | Mistrz             | Wynik   | 2. miejsce                    |                            |                                      |                 |                 |
| 1987 | Milwaukee Bucks    | Liga    | ZSRR                          | Olimpia Mediolan (Tracer)  | –                                    |                 |                 |
| 1988 | Boston Celtics     | 111–96  | Real Madryt                   | Jugosławia                 | Victoria Libertas Pesaro (Scavolini) |                 |                 |
| 1989 | Denver Nuggets     | 135–129 | Split (Jugoplastika)          | Olimpia Mediolan (Philips) | FC Barcelona                         |                 |                 |
| 1990 | New York Knicks    | 117–101 | Split (Pop 84)                | FC Barcelona               | Victoria Libertas Pesaro (Scavolini) |                 |                 |
| 1991 | Los Angeles Lakers | 116–114 | Joventut Badalona (Montigalà) | Limoges                    | Split (Slobodna Dalmacija)           |                 |                 |
| 1993 | Phoenix Suns       | 112–90  | Virtus Bolonia (Buckler)      | Real Madryt                | Limoges                              |                 |                 |
| 1995 | Houston Rockets    | 126–112 | Virtus Bolonia (Buckler)      | Perth Wildcats             | Real Madryt                          |                 |                 |
| 1997 | Chicago Bulls      | 104–78  | Olympiakos                    | Atenas                     | Paris Saint-Germain Racing           |                 |                 |
| 1999 | San Antonio Spurs  | 103–68  | Vasco da Gama                 | Žalgiris Kowno             | Varèse (Roosters)                    |                 |                 |

## Nagrody i wyróżnienia

### MVP
Laureat otrzymywał statuetkę – Dražen Petrović Trophy
| Rok  | Zawodnik        | Zespół             |
| ---- | --------------- | ------------------ |
| 1987 | Terry Cummings  | Milwaukee Bucks    |
| 1988 | Larry Bird      | Boston Celtics     |
| 1989 | Walter Davis    | Denver Nuggets     |
| 1990 | Patrick Ewing   | New York Knicks    |
| 1991 | Magic Johnson   | Los Angeles Lakers |
| 1993 | Charles Barkley | Phoenix Suns       |
| 1995 | Clyde Drexler   | Houston Rockets    |
| 1997 | Michael Jordan  | Chicago Bulls      |
| 1999 | Tim Duncan      | San Antonio Spurs  |

### Składy najlepszych zawodników turnieju
(do uzupełnienia)
| 1987 - Terry Cummings (Milwaukee Bucks) - Bob McAdoo (Tracer Mediolan) 1988 - Larry Bird (Boston Celtics) 1989 - Walter Davis (Denver Nuggets) - Bob McAdoo (Philips Mediolan) 1990 - Patrick Ewing (New York Knicks) 1991 - Magic Johnson (L.A. Lakers) - Vlade Divac (L.A. Lakers) - Byron Scott (L.A. Lakers) - James Worthy (L.A. Lakers) - Jordi Villacampa (Montigalà Joventut) - ex aequo - Richard Dacoury (Limoges CSP) - ex aequo | 1993 - Charles Barkley (Phoenix Suns) - Predrag Danilović (Buckler Bolonia) - Arvydas Sabonis (Real Madryt) - Dan Majerle (Phoenix Suns) - Kevin Johnson (Phoenix Suns) - Cliff Levingston (Buckler Bolonia) 1995 - Clyde Drexler (Houston Rockets) 1997 - Michael Jordan (Chicago Bulls) - Eric Struelens (Paris Saint Germain) - Artūras Karnišovas (FC Barcelona) - Dragan Tarlać (Olympiakos) - Fabricio Oberto (Atenas de Córdoba) 1999 - Tim Duncan (San Antonio Spurs) - Avery Johnson (San Antonio Spurs) - Charles Byrd (Vasco da Gama) - Gianmarco Pozzecco (Varese) - Jose Vargas (Vasco da Gama) - ex aequo - Francesco Vescovi (Varese) - ex aequo |

### Konkurs rzutów za 3 punkty
1999
- 1. Jaren Jackson (Spurs)
- 2. Brett Maher (Adelaide)
- 3. Donatas Slanina (Żalgiris)
- 4. Terry Porter (Spurs) i Andrea Meneghin (Varese)

## Rekordy
Największa liczba rozegranych turniejów
- 4 - Toni Kukoč

Najwięcej punktów w jednym meczu
- 44 - Bob McAdoo

Najwięcej tytułów mistrza
- 2 - Mario Elie, Steve Kerr

Najwyższa średnia punktów w trakcie jednego turnieju
- 42 - Bob McAdoo (1987)

## Występy w Final 4 według zespołów
| Zespół                   | Mistrz | Wicemistrz | 3. miejsce | 4. miejsce |
| ------------------------ | ------ | ---------- | ---------- | ---------- |
| Boston Celtics           | 1      | 0          | 0          | 0          |
| Chicago Bulls            | 1      | 0          | 0          | 0          |
| Denver Nuggets           | 1      | 0          | 0          | 0          |
| Houston Rockets          | 1      | 0          | 0          | 0          |
| Los Angeles Lakers       | 1      | 0          | 0          | 0          |
| Milwaukee Bucks          | 1      | 0          | 0          | 0          |
| New York Knicks          | 1      | 0          | 0          | 0          |
| Phoenix Suns             | 1      | 0          | 0          | 0          |
| San Antonio Spurs        | 1      | 0          | 0          | 0          |
| Split                    | 0      | 2          | 0          | 1          |
| Virtus Bolonia           | 0      | 2          | 0          | 0          |
| Real Madryt              | 0      | 1          | 1          | 1          |
| Joventut Badalona        | 0      | 1          | 0          | 0          |
| Olympiacos               | 0      | 1          | 0          | 0          |
| ZSRR                     | 0      | 1          | 0          | 0          |
| Vasco da Gama            | 0      | 1          | 0          | 0          |
| Olimpia Mediolan         | 0      | 0          | 2          | 0          |
| FC Barcelona             | 0      | 0          | 1          | 1          |
| Limoges                  | 0      | 0          | 1          | 1          |
| Atenas                   | 0      | 0          | 1          | 0          |
| Perth Wildcats           | 0      | 0          | 1          | 0          |
| Jugosławia               | 0      | 0          | 1          | 0          |
| Žalgiris                 | 0      | 0          | 1          | 0          |
| Victoria Libertas Pesaro | 0      | 0          | 0          | 2          |
| Racing Paryż             | 0      | 0          | 0          | 1          |
| Varèse                   | 0      | 0          | 0          | 1          |

## Uczestnicy Final 4 według krajów
| Kraj              | Mistrz | Wicemistrz | 3. miejsce | 4. miejsce |
| ----------------- | ------ | ---------- | ---------- | ---------- |
| Stany Zjednoczone | 9      | 0          | 0          | 0          |
| Włochy            | 0      | 2          | 2          | 3          |
| Hiszpania         | 0      | 2          | 2          | 2          |
| Jugosławia        | 0      | 2          | 1          | 0          |
| Brazylia          | 0      | 1          | 0          | 0          |
| Grecja            | 0      | 1          | 0          | 0          |
| ZSRR              | 0      | 1          | 0          | 0          |
| Francja           | 0      | 0          | 1          | 2          |
| Argentyna         | 0      | 0          | 1          | 0          |
| Australia         | 0      | 0          | 1          | 0          |
| Litwa             | 0      | 0          | 1          | 0          |
| Chorwacja         | 0      | 0          | 0          | 1          |